# Tejas (album)
Pour les articles homonymes, voir Tejas.
Albums de ZZ Top
Fandango!
(1975) The Best of ZZ Top
(1977)
Tejas est le cinquième album studio du groupe ZZ Top sorti le 29 novembre 1976.
Le titre signifie Texas en langue espagnole.

## Liste des titres
Toutes les chansons sont écrites et composées par Billy Gibbons, Dusty Hill et Frank Beard sauf Asleep in the Desert composée par Gibbons.
| 1. | It's Only Love (en)                   | 4:24 |
| 2. | Arrested for Driving While Blind (en) | 3:05 |
| 3. | El Diablo                             | 4:20 |
| 4. | Snappy Kakkie                         | 2:56 |
| 5. | Enjoy and Get It On                   | 3:23 |

| 6.  | Ten Dollar Man                      | 3:42 |
| 7.  | Pan Am Highway Blues                | 3:15 |
| 8.  | Avalon Hideaway                     | 3:07 |
| 9.  | She's a Heartbreaker                | 3:02 |
| 10. | Asleep in the Desert (instrumental) | 3:24 |

## Formation
- Billy Gibbons: chant, guitare, harmonica, fiddle
- Dusty Hill: chant, basse, claviers, chœurs
- Frank Beard: batterie, percussions

## Classements hebdomadaires
| Classement (1977)          | Meilleure position |
| -------------------------- | ------------------ |
| Canada (RPM Top Albums)    | 3                  |
| États-Unis (Billboard 200) | 17                 |
| Suède (Sverigetopplistan)  | 21                 |

## Certifications
| Pays              | Certifications | Unités certifiées |
| ----------------- | -------------- | ----------------- |
| États-Unis (RIAA) | Or             | 500 000           |